# Centrale Beaumont
Pour les articles homonymes, voir Beaumont.
La centrale Beaumont est une centrale hydroélectrique située sur le Saint-Maurice, dans la Zec de la Croche, dans l'Agglomération de La Tuque, en Mauricie, au Québec (Canada). La Centrale Beaumont est situé entre la Centrale de la Trenche et la Centrale de La Tuque. Cette centrale hydroélectrique est la 5e de cette rivière à partir de l'amont sur les 11 qu'elle comprend.  Elle a été mise en service en 1958 et elle possède 6 turbines alternateur, contrairement aux autres centrales de la rivière qui portent le nom des rapides ou des chutes qu'elles ont noyés, celle-ci célèbre Robert J. Beaumont, ancien président de la Shawinigan Water and Power Company. 

## Images

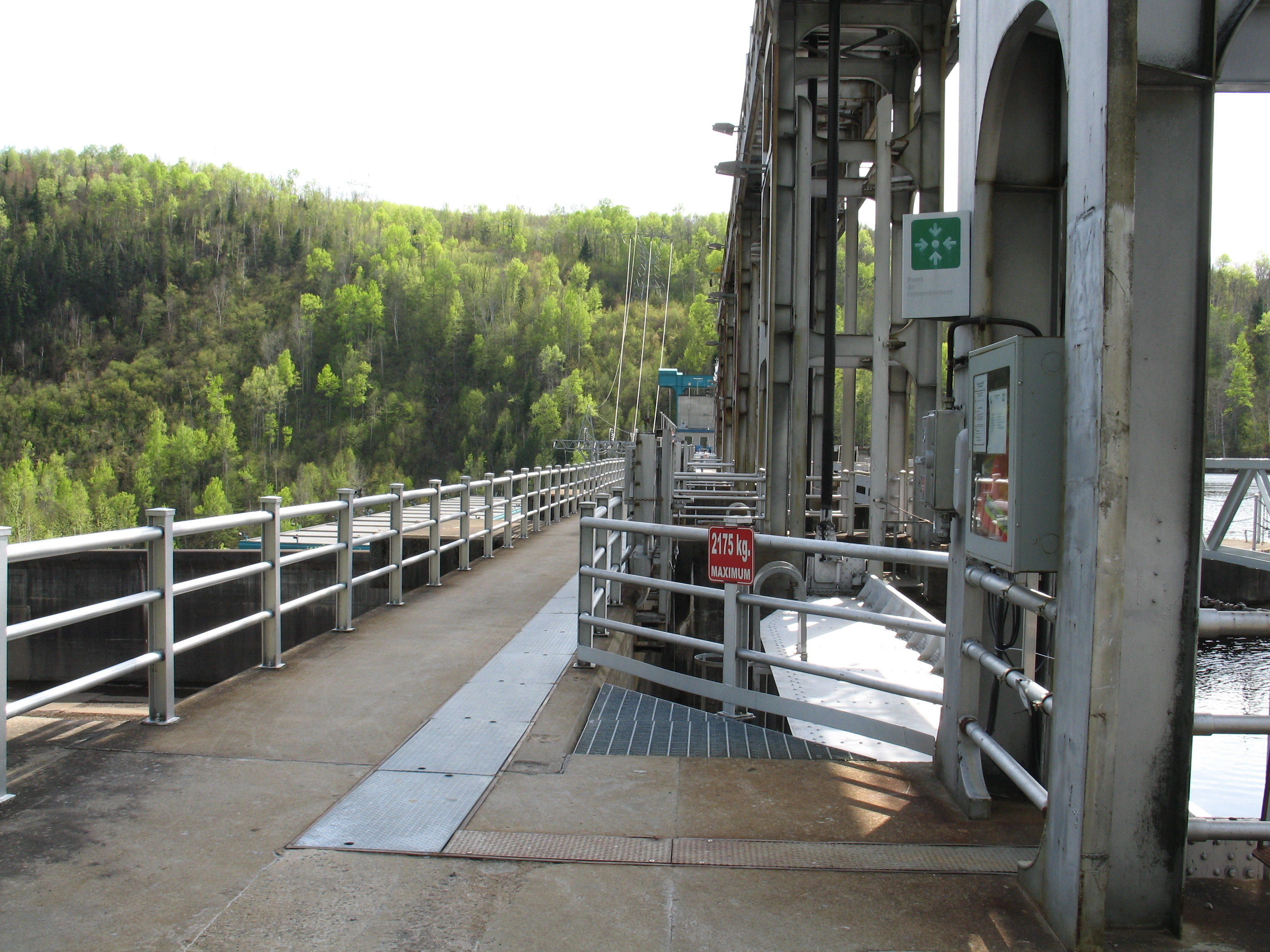
La Centrale Beaumont d'Hydro-Québec
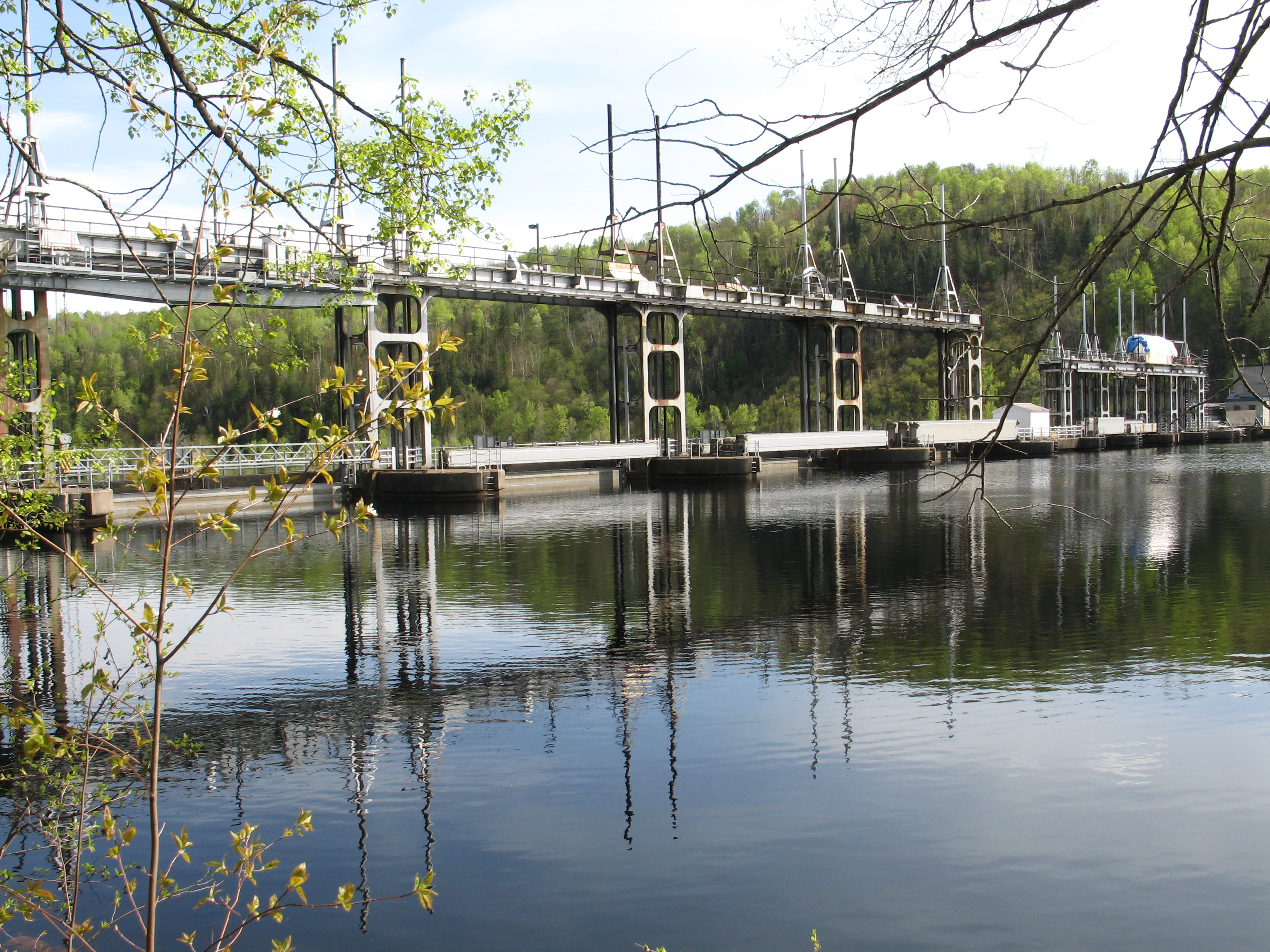
La Centrale, retenue d'eau